# Morne Mazeau
Le morne Mazeau est un sommet situé sur l'île de Basse-Terre en Guadeloupe. S'élevant à 613 mètres d'altitude, il se trouve sur la limite des territoires des communes de Deshaies et Sainte-Rose.

## Hydrographie
Situé au nord de l'île de Basse-Terre, c'est sur son flanc nord-est que se trouve la source de la rivière de Nogent, sur son flanc nord celle de la rivière Deshaies tandis que son flanc sud alimente, par ses ravines, les eaux de la rivière Ferry (dans son « grand » bras).

## Activités

### Tourisme

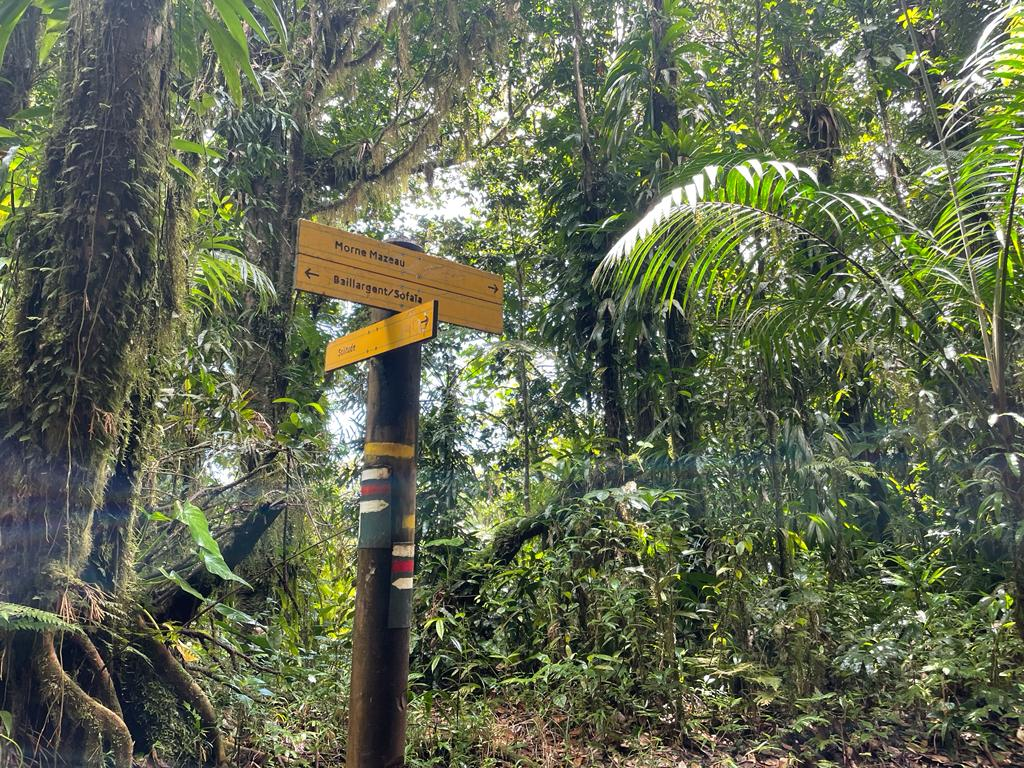
Croisement des randonnées Morne Mazeau-Bailleargent-Sofaïa

Le sommet est accessible par une route, un tronçon montant par le nord-est, l'autre par l'ouest, qui servent régulièrement de parcours d'entraînement pour les cyclistes et de descente pour les vététistes. Le morne est également sur le parcours de plusieurs « traces ».

### Station sismologique

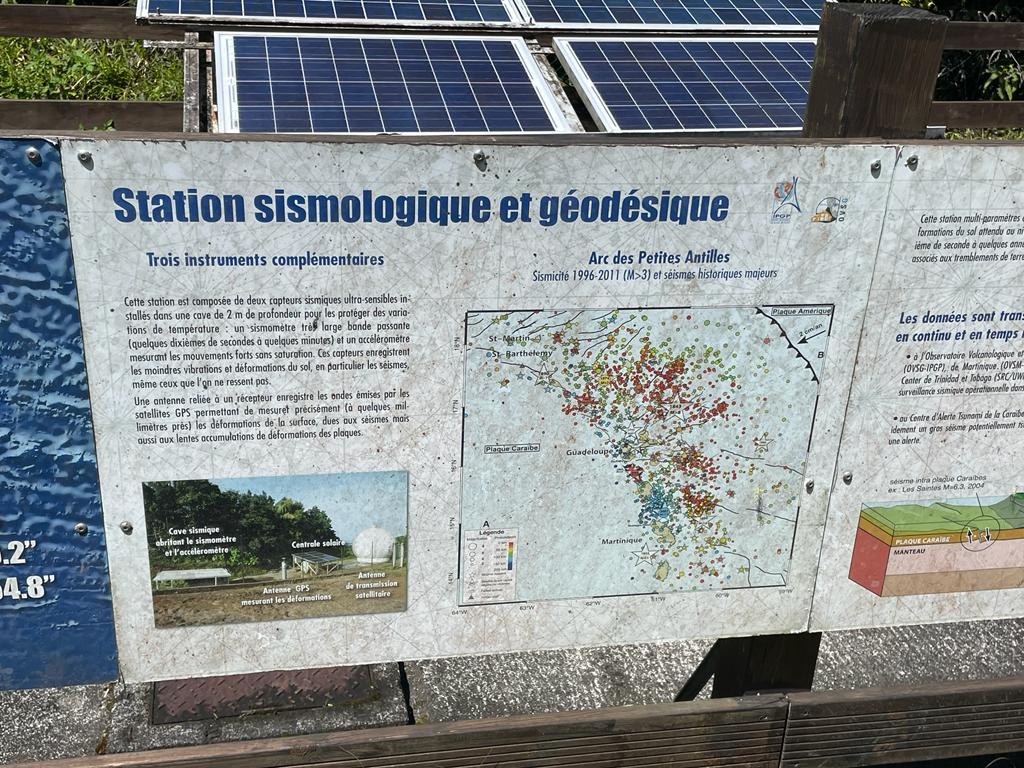
Panneau d'explications de la station sismique et géodésique du morne Mazeau (Guadeloupe).

Le morne Mazeau abrite la station sismologique de la Basse-Terre.
La station est composée de deux capteurs sismiques qui sont installés dans une cavité de 2 m de profondeur pour qu'ils soient protégés des variations de température. Le premier capteur est un sismomètre à très large bande passante et le second est un accéléromètre qui mesure les mouvements importants sans saturation. Les deux capteurs enregistrent ainsi toutes sortes de séismes.
La station comporte aussi une antenne reliée à un récepteur qui enregistre les ondes émises par les satellites, ce qui permet de mesurer avec précision les déformations de la surface.